# Франчиши, Пьетро
Пье́тро Франчи́ши (итал. Pietro Francisci; 9 сентября 1906[…], Рим — 1 марта 1977, Рим) ─ итальянский режиссёр, сценарист и монтажёр.

## Биография
Родился в Риме 9 сентября 1906 года, в многодетной семье популярного столичного парфюмера Джулио и его жены Элизабетты Нанни.
У Пьетро было три брата: Джузеппе, Марио, Роландо и сестра Бибба. Его мать, была религиозной женщиной, поэтому все дети получили образование в католических школах. 
Пьетро обучался в Schola cantorum при церкви Сан-Сальваторе-ин-Лауро в Риме. Во время учёбы он был отобран для участия в Музыкальной папской Сикстинской капелле.
После окончания школы Франчиши проходил военную службу в корпусе берсальеров, завершив её в звании унтер-офицера. 
Сильно увлеченный очень молодым миром кино, накануне окончания учебы бросил юридическое образование и попробовал свои силы в режиссуре документальных и короткометражных фильмов. 
Свои творческие начинания он разделяет с другим дебютантом, которому также суждено было оставить важный след в истории кино, Джеком Кардиффом. Вместе с ним в 1938 году Франчиши создал «Вечный огонь» ─ первый цветной документальный фильм, снятый в Италии в 1930-х годах. Съёмки фильма проходили на вулкане Везувий.
С тех пор и до середины 1940-х годов Франциши снял множество документальных фильмов, которые принесли ему премии и признание даже за рубежом. В 1943 году он был назначен художественным руководителем INCOM (Industrie Corti Metraggi SAI). До этого момента его документальные фильмы производились национальным институтом LUCE (Союз образовательной кинематографии).
Уже в 1934 году Франциши попробовал свои силы в художественном кино и снял комедию «Моя жизнь ─ это ты», продолжавшуюся около девяноста минут, с участием Марии Дени, Джино Саббатини и Джанфранко Джакетти.
В 1940-х годах, в поисках новых лиц, Франчиши выделяет Диану Лори среди интерпретаторов фотороманов, доверив ей роль главной героини в трех музыкальных короткометражках. Именно он открыл талант и дал толчок творческой карьере Джины Лоллобриджиды, снимавшейся под этим псевдонимом. 
В этот период Франчиши снимает фильмы разных художественных направлений: от патетического «Я встретил тебя в Неаполе» (1946) до «Рождество в лагере 119» (1947), с отдалённым неореалистическим отпечатком. Актёрский состав фильма «Рождество в лагере 119» представлен Альдо Фабрици, Витторио Де Сика, Пеппино Де Филиппо, Адольфо Чели, Альберто Рабальяти, Массимо Джиротти, Аве Нинки, Карло Кампанини, Марией Меркадер, Джакомо Рондинелла, Ольгой Вилли и Карло Маццарелла.
В 1950-х годах Пьетро Франчиши обратился к созданию эпического кино, начиная с таких фильмов, как «Амальфитанский бунтовщик» (1950, также известный как «Амальфитанский лев»), «Чудесные приключения Геррена Мескино» (1952), «Королева Саба» (1952), «Аттила» (1954), до окончательного триумфа в «Подвигах Геракла». Фильм, собравший рекордные сборы — почти миллиард лир в Италии и восемнадцать миллионов долларов в США, положил начало выдающемуся сезону национального коммерческого кино, консолидировав жанр, так называемый пеплум.  
К дальнейшим успехам, достигнутым «Геркулесом и царицей Лидией» (1959) и «Геркулесом, бросающим вызов Самсону» (1963), постепенно прибавлялись «Осада Сиракуз» (1960), мелодраматическая и беспринципная переработка исторического эпизода, «Сапфо, Венера Лесбосская» (1960), мифолого-фантастический гибрид «2+5: Миссия Гидра» (1966) и «Синдбад и калиф Багдада» (1973).  
После непродолжительной болезни Пьетро Франчиши умер в Риме 1 марта 1977 года.

## Фильмография
| Год  |     | Русское название                         | Оригинальное название                         | Роль                          |
| ---- | --- | ---------------------------------------- | --------------------------------------------- | ----------------------------- |
| 1934 | ф   | Моя жизнь – это ты                       | La mia vita sei tu                            | режиссёр, сценарист, монтажёр |
| 1938 | док | Вечный огонь                             | The Eternal Fire                              | режиссёр                      |
| 1947 | ф   | Рождество в лагере 119                   | Natale al campo 119                           | режиссёр, сценарист           |
| 1950 | ф   | Амальфитанский лев                       | Il leone di Amalfi                            | режиссёр, сценарист           |
| 1952 | ф   | Великолепные приключения Геррена Мескино | Le meravigliose avventure di Guerrin Meschino | режиссёр, сценарист, монтажёр |
| 1954 | ф   | Аттила                                   | Attila                                        | режиссёр                      |
| 1958 | ф   | Подвиги Геракла                          | Le fatiche di Ercole                          | режиссёр, сценарист           |
| 1959 | ф   | Подвиги Геракла: Геракл и царица Лидии   | Ercole e la regina di Lidia                   | режиссёр, сценарист           |
| 1960 | ф   | Сафо, Венера с Лесбоса                   | Saffo, venere di Lesbo                        | режиссёр, сценарист           |
| 1963 | ф   | Геракл против Самсона                    | Ercole sfida Sansone                          | режиссёр, сценарист           |
| 1973 | ф   | Синдбад и калиф Багдада                  | Simbad e il califfo di Bagdad                 | режиссёр, сценарист, монтажёр |